# Championnats du monde de boccia 2022
Navigation
Liverpool 2018 Édition suivante
Les championnats du monde de boccia 2022, onzième édition des championnats du monde de boccia, ont lieu du 3 au 14 décembre 2022 à Rio de Janeiro, au Brésil. Pour la première fois, les épreuves individuelles ne sont plus mixtes.

## Classification
Les athlètes atteints de handicap moteur grave sont classés en quatre catégories:
- BC1 : athlètes paralysés cérébraux qui peuvent être aidés d’un assistant qui ajuste le fauteuil roulant ou fait passer une boule au joueur.
- BC2 : athlètes paralysés cérébraux qui ne peuvent pas être assistés.
- BC3 : athlètes ayant d’importantes difficultés motrices qui peuvent être aidés d’un assistant ou d'un appareil pour lancer la balle.
- BC4 : athlètes ayant des difficultés motrices autres que la paralysie cérébrale mais qui ont les mêmes difficultés qu'un BC1 ou BC2 et ne peuvent pas être assistés.

## Participants
Au total, 40 nations participent à ces championnats du monde de boccia 2022.
| Afrique                                       | Amérique | Asie | Europe | Océanie         |
| --------------------------------------------- | --- | --- | --- | --------------- |
| - Afrique du Sud (3) - Égypte (1) - Maroc (3) | - Argentine (6) - Bermudes (1) - Brésil (11) - Canada (8) - Chili (1) - Colombie (5) - Équateur (1) - États-Unis (2) - Mexique (5) - Pérou (2) - Salvador (1) | - Corée du Sud (9) - Émirats arabes unis (1) - Hong Kong (9) - Japon (10) - Malaisie (1) - Singapour (2) - Thaïlande (9) | - Allemagne (3) - Belgique (1) - Croatie (6) - Espagne (7) - France (5) - Grèce (7) - Hongrie (3) - Israël (2) - Italie (1) - Pays-Bas (5) - Pologne (3) - Portugal (6) - Royaume-Uni (9) - Slovaquie (6) - Slovénie (1) - Suède (2) - Tchéquie (5) - Ukraine (2) | - Australie (3) |

## Résultats
| Épreuves              | Or                                                      | Argent                                              | Bronze                                            |
| --------------------- | ------------------------------------------------------- | --------------------------------------------------- | ------------------------------------------------- |
| Individuel BC1 Hommes | Witsanu Huadpradit (THA)                                | David Smith (GBR)                                   | André Ramos (POR)                                 |
| Individuel BC1 Femmes | Andreza Vitória (BRA)                                   | Dora Basic (CRO)                                    | Yuriko Fujii (JPN)                                |
| Individuel BC2 Hommes | Luis Cristaldo (ARG)                                    | Takayuki Hirose (JPN)                               | Watcharaphon Vongsa (THA)                         |
| Individuel BC2 Femmes | Claire Taggart (GBR)                                    | Rebeca Duarte (ESA)                                 | Jeong So-yeong (KOR)                              |
| Individuel BC3 Hommes | Daniel Michel (AUS)                                     | José Gonçalves (POR)                                | Adam Peška (CZE)                                  |
| Individuel BC3 Femmes | Ana Costa (POR)                                         | Jamieson Leeson (AUS)                               | Ho Yuen-kei (HKG)                                 |
| Individuel BC4 Hommes | Shunsuke Uchida (JPN)                                   | Euclides Grisales (COL)                             | Pornchok Larpyen (THA)                            |
| Individuel BC4 Femmes | Michaela Balcová (SVK)                                  | Leidy Chica (COL)                                   | Cheung Yuen (HKG)                                 |
|                       |                                                         |                                                     |                                                   |
| Paires BC3            | Australie Daniel Michel Jamieson Leeson                 | Thaïlande Akkadej Choochuenklin Ladamanee Kla-Han   | Hong Kong Tse Tak-wah Ho Yuen-kei                 |
| Paires BC4            | Colombie Edilson Chica Leidy Chica                      | Slovaquie Samuel Andrejčík Michaela Balcová         | Canada Iulian Ciobanu Alison Levine               |
|                       |                                                         |                                                     |                                                   |
| Par équipe BC1–BC2    | Corée du Sud Jung Sung-joon Kwak Min-kyu Jeong So-yeong | Royaume-Uni David Smith Will Hipwell Claire Taggart | Japon Takumi Nakamura Hiromi Endo Takayuki Hirose |

## Tableau des médailles
| Rang  | Nation       | Or | Argent | Bronze | Total |
| ----- | ------------ | -- | ------ | ------ | ----- |
| 1     | Australie    | 2  | 1      | 0      | 3     |
| 2     | Royaume-Uni  | 1  | 2      | 0      | 3     |
| -     | Colombie     | 1  | 2      | 0      | 3     |
| 4     | Thaïlande    | 1  | 1      | 2      | 4     |
| -     | Japon        | 1  | 1      | 2      | 4     |
| 6     | Portugal     | 1  | 1      | 1      | 3     |
| 7     | Slovaquie    | 1  | 1      | 0      | 2     |
| 8     | Corée du Sud | 1  | 0      | 1      | 2     |
| 9     | Brésil       | 1  | 0      | 0      | 1     |
| -     | Argentine    | 1  | 0      | 0      | 1     |
| 11    | Salvador     | 0  | 1      | 0      | 1     |
| -     | Croatie      | 0  | 1      | 0      | 1     |
| 13    | Hong Kong    | 0  | 0      | 3      | 3     |
| 14    | Tchéquie     | 0  | 0      | 1      | 1     |
| -     | Canada       | 0  | 0      | 1      | 1     |
| Total | Total        | 11 | 11     | 11     | 33    |